# Maxamed Dahir Afrax

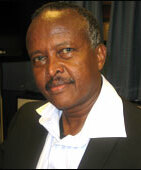
Maxamed Dahir Afrax

Maxamed Dahir Afrax (auch Mohamed Dahir Yusuf Afrah und Maxamed Daahir Afrax; arabisch محمد طاهر أفرح; * 1952 in Jariban, Region Mudug, Italienisches Treuhandgebiet Somalia; † 9. Oktober 2021 in London) war ein somalischer Schriftsteller, Journalist und Gründer verschiedener Kultur- und Literaturmagazine.

## Leben

### Engagement in der somalischen Kulturszene
Maxamed Dahir Afrax wurde 1952 in der Stadt Jariban in der somalischen Region Mudug des damaligen italienischen Treuhandgebietes Somalia geboren. Bis 1973 absolvierte er seine Schulausbildung in Mogadischu. Als die Regierung unter Siad Barre 1972 die erste offizielle Orthographie der somalischen Sprache einführte, gründete Afrax die erste bilinguale, arabisch-somalische monatlich erscheinende Zeitschrift Codka Jubba („Die Stimme Jubas“, 1972–75).
1976 veröffentlichte Arax seine erste Geschichte mit dem Titel Guur-ku-shee („Schein-Ehe“ oder „Pseudo-Ehe“), die episodenweise in der Tageszeitung Xiddigta Oktoobar erschien. Er legte damit die Grundlage für sein serielles Erzählen von Novellen. In ähnlicher Form veröffentlichte er auch seinen ersten Vollroman mit dem Titel Maanafaay, in dem es um das Mädchen Maanafaay geht, die eine Balance zwischen Moderne und Bescheidenheit im Mogadischu der 1970er-Jahre sucht. Der Roman wurde 1981 als Buch veröffentlicht und gilt als erste „moderne“ Novelle in somalischer Sprache.
Ab Ende der 1970er-Jahre engagierte sich Afrax aktiv in der somalischen Kulturszene: Von 1979 bis 1981 schrieb Afrax eine regelmäßig erscheinende Theaterkolumne in einer somalischen Tageszeitung – ein für damalige Verhältnisse sehr ungewöhnliches Genre in Somalia, das zunächst sehr kritisch seitens der Theaterszene aufgenommen worden war. Zur gleichen Zeit war Afrax stellvertretender Leiter der staatlichen Theateragentur Somalias und produzierte eine wöchentliche Kultur-Radiosendung bei Radio Mogadischu.

### Exil in Äthiopien, Aden und London
Er veröffentlichte auch mehrere weitere Werke, unter anderem den Roman Galti-Macruuf (etwa „Das Land der Einfältigen“), in dem er harsch die Korruption unter Siad Barre kritisierte. Die Regierung ließ daraufhin Afrax verhaften, später floh er aus Angst vor dem Barre-Regime ins Exil. Nach kurzen Aufenthalten in Italien und Rumänien, zog Afrax nach Äthiopien, wo sich bereits andere Dissidenten und Regimekritiker, etwa Mohamed Ibrahim Hadrawi, Mohamed Hashi Gaariye und Farah Gamute befanden und vergeblich versucht einen Opposition im Exil aufzubauen.
Von 1984 bis 1990 lebte Afrax in Aden (Demokratische Volksrepublik Jemen), wo er unter anderem studierte und als Forscher für das Kulturministerium der Volksrepublik arbeitete. Er war zu dem aktives Mitglied des Jemenitischen Schriftstellerverbandes und des Arabischen Schriftstellerverbandes. Während seiner Zeit in Aden besuchte er regelmäßig Dschibuti, wo besonders viel zum mündlichen Somali geforscht wurde. Basierend auf seinen Forschungsreisen veröffentlichte Afrax 1987 das erste Buch zum somalischen Theater in somalischer Sprache.
Mit der Vereinigung des Süd- und Nordjemens verließ Afrax Aden und zog nach London, wo er an der School of Oriental and African Studies seine Dissertation (PhD) mit dem Titel Between continuity and innovation : transitional nature of post-independence Somali poetry and drama, 1960s to the present veröffentlichte. Später gründete er die erste bilinguale, somalisch-englische Kultur- und Literaturzeitschrift Halabuur (1992–95). Ebenfalls gründete Afrax 1997 die erste somalische Filiale des Club of International PEN.

### Umzug nach Dschibuti
Mit dem Ansinnen die somalische Kultur und Literatur stärker zu fördern und als Grundlage für ein friedliches Zusammenleben in seinem Heimatland zu schaffen, zog Afrax nach Dschibuti, um dort das Halabuur Centre for Culture and Communication zu gründen und die von ihm in London geschaffene Zeitschrift Halabuur wieder aufleben zu lassen. Auch arbeitete er dort als Berater für die Vereinten Nationen und die Regierung Dschibutis. Im Zuge des Kompromisses zur somalischen Übergangsregierung unter Präsident Abdikassim Salat Hassan, wurde Afrax Mitglied des Parlaments Somalias und später Minister für internationale Zusammenarbeit (Oktober 2000–Juli 2003).
Bis zu seinem Tod engagierte sich Afrax für die Förderung und Verbreitung der somalischen Kunst und Literatur, insbesondere der somalischen Sprache.